# Universidade de Princeton
Universidade de Princeton (em inglês: Princeton University) é uma universidade privada de pesquisa da Ivy League em Princeton, Nova Jérsei. Fundada em 1746 em Elizabeth como Colégio de Nova Jérsei, Princeton é a quarta instituição de ensino superior mais antiga dos Estados Unidos e uma das nove faculdades coloniais fundadas antes da Revolução Americana.[a] A instituição mudou-se para Newark em 1747, e depois para o local atual nove anos depois. Tornou-se oficialmente uma universidade em 1896 e foi posteriormente renomeada como Universidade de Princeton. Princeton é frequentemente classificada entre as melhores e mais prestigiadas universidades do mundo.